# Jonáš a dr. Matrace
Jonáš a dr. Matrace (1969) je kabaret Jiřího Suchého, obdobně stavěné pokračování hry Jonáš a tingltangl (1962) a poslední hra Jiřího Šlitra.
Ve hře vystupuje komik Jonáš (Jiří Suchý) a jeho doprovodný klavírista (Jiří Šlitr), z počátku stejně jako ve hře Jonáš a tingltangl bezejmenný, během hry ale prozradí své jméno, za které se ovšem velmi stydí – Prokop Matrace. V postavě doktora Matraceho Jiří Šlitr opět využil svoji komickou figuru pianisty, který je vystudovaným doktorem práv (stejně jako sám Šlitr). Spolu s ústřední dvojicí se na pódiu ještě objevují Semaforgirls (6 dívek) a doprovodná hudební skupina The Semafours Trio.
Představení začalo vznikat brzy po stažení „prvního Jonáše“ z repertoáru. Suchý se Šlitrem tak vyřešili, že už nechtěli původní hru hrát, ale proti jejímu konci diváci protestovali a dokonce sepsali jakousi petici. Představení je opět pásmem písniček a komických vystoupení (Jonášových monologů, anekdot podobných jako v Jonáši a tingltanglu, štriptejzu či Mozartovy Malé noční hudby hrané na mandolínu – Jonáš a foukací klávesovou harmoniku – doktor Matrace).
Oproti předchozím hrám Jiřího Suchého přibylo více narážek na politický vývoj země (např. několik satirických poznámek na Antonína Novotného apod.), které vrcholí posledním číslem hry – dialogem o protestování a písničkou Proti všem – inspirovaným tvorbou Osvobozeného divadla.

## Obsazení
| Jiří Suchý      | Jonáš              |
| Jiří Šlitr      | dr. Prokop Matrace |
| Věra Křesadlová | semaforgirl        |
| Petra Černocká  | semaforgirl        |
| Miloslav Balcar | divák              |

## Seznam písniček
- Vyvěste fangle
- Hallo, má krásná Margareto
- Kdo chce psa bít
- Mississippi
- Reminiscence hitů z Tingltanglu (koláž z písní Tak jako ten Adam, Chybí mi ta jistota, Klementajn, Modré punčochy, Šišlala, Bar Honolulu, Škrhola a Tulipán)
- Kubistický portrét
- Člověk, to zní hrdě
- Měsíčku na nebi hlubokém
- Klobouky
- Jo, to jsem ještě žil
- Proti všem

Do představení, ač to není uvedeno ve scénáři, patří ještě písně Byl jednou jeden Španěl, Kos či Bledá slečna někdy uvedená jako přídavek.
Podle Encyklopedie Jiřího Suchého do představení také patřila píseň Arocola song. Pro představení byly také složeny písně Dobré rady a Hojivá mast, které nakonec nebyly použity.

## Záznamy hry

### Zvukové
- nahrávka představení z 10. června 1969
  - Jonáš a doktor Matrace, 1990, 2006 – kompletní představení
  - EP vydané ke knize Jiří Šlitr, Praha–Bratislava, 1970 – výběr 3 tracků (anekdoty, Malá noční hudba a Měsíčku na nebi hlubokém)
  - Divadlo Semafor 1959 - 1969, Supraphon, 1978 – výběr 7 tracků (upravených, např. „Reminiscence hitů z Tingltanglu“ je sestříhána tak, aby nesloužila ztracené divadelní komice, ale střihem je vytvořena nová, verbální komická situace využitelná i na nahrávce)
  - Blázen a dítě, B&M Music, 1999 – výběr 3 tracků (písničky Člověk, to zní hrdě a Jo, to jsem ještě žil a monolog „O strachu“)
  - Ďábel z Vinohrad, FR centrum, 2005 – výběr 4 tracků (datum nahrávky neuvedeno, ale pravděpodobně jde o tutéž nahrávku jako na ostatních albech)
- studiová nahrávka
  - kromě písní Suchý se Šlitrem ve studiu nahráli také dialog „Protestování“, který vyšel na GL Jonáš a doktor Matrace, 1969

### Obrazové
- nahráno v Semaforu v rámci pořadu Československé televize Jizvy, jiskry, jistoty, 1969
  - DVD Největší hity, Supraphon, 2005 – píseň Jo, to jsem ještě žil
  - DVD Unikáty, Supraphon, 2009 – monolog „O strachu“
- nahráno v Semaforu v rámci pořadu Československé televize To je šoubyznys, 1969
  - DVD Největší hity 2, Supraphon, 2007 – scénka „Štriptejz“

## Jonáš a dr. Matrace v jiných divadlech
V Divadle Vítězslava Nezvala v Karlových Varech měla hra premiéru 7. září 1996. Režíroval ji Roman Meluzín a hlavní role ztvárnili Martin Táborský a Milan Štrich.

## Knižní vydání textu hry
- Jonáš a dr. Matrace a jiné hry ze Semaforu, Mladá fronta, 1994.
- Encyklopedie Jiřího Suchého, svazek 10, divadlo 1963–1969, Karolinum a Pražská imaginace, Praha 2002: s. 231-269.

### Úryvky
- To nejlepší z Jiřího Suchého, Scéna, Praha 1990: s. 155 – monolog „O holi“